# مدفع سكة حديدية

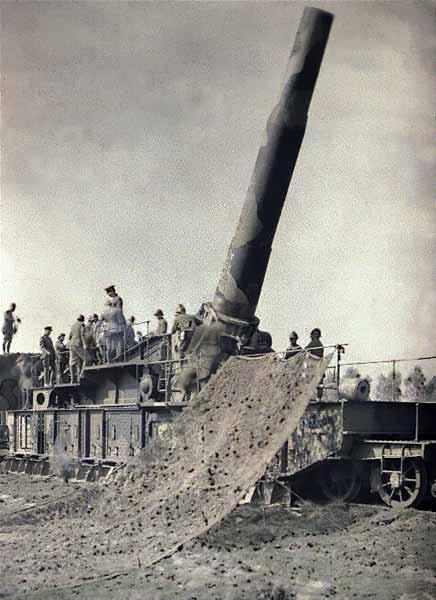
بندقية سكة حديدية فرنسية، 370 ملم هور

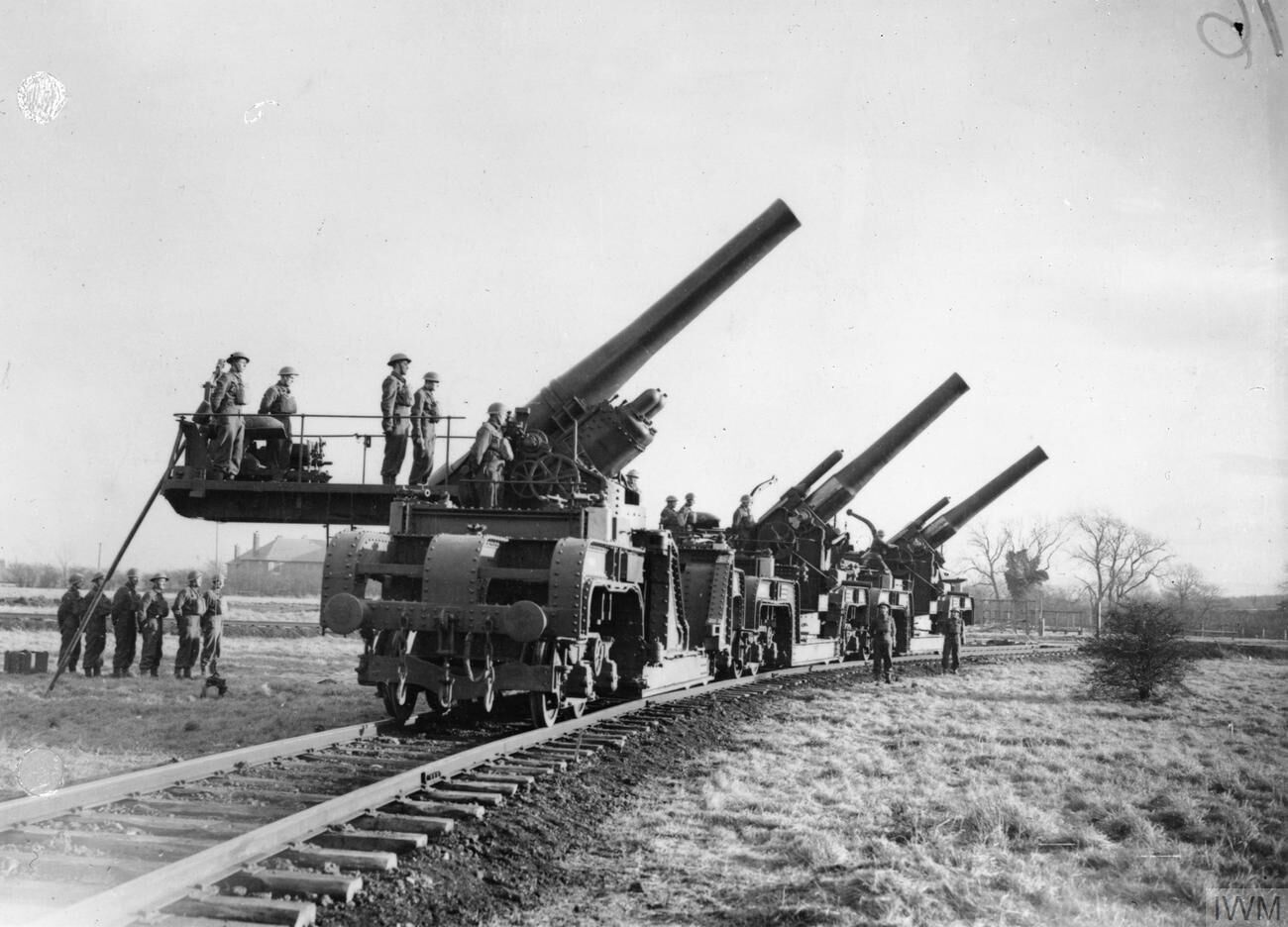
بندقية سكة حديدية بريطانية طولها 12 بوصة، في الحرب العالمية الثانية

مدفع سكة حديد (بالإنجليزية:  Railway gun)‏ هي مدفعية كبيرة. بنت الكثير من البلدان هذا النوع من السلاح ولكن أشهرها كانت من صنع كروب التي استخدمتها ألمانيا في الحرب العالمية الأولى والحرب العالمية الثانية. وهناك بنادق أصغر كانت جزءٍا من القطار المدرع.